# Градско (община)
Градско (на македонска литературна норма: Општина Градско) е община в централната част на Северна Македония. Седалище ѝ е едноименното село Градско.
Общината е разположена по средното течение на река Вардар в областта Тиквеш на площ от 236,19 km2. Населението на общината е 3760 (2002) с гъстота от 15,92 жители на km2. В общината освен Градско влизат още 15 села.

## Структура на населението
Според преброяването от 2002 година община Градско има 3760 жители.
| Етническа принадлежност | Процент |
| македонци               | 77,77%  |
| албанци                 | 3,32%   |
| турци                   | 1,89%   |
| роми                    | 3,38%   |
| власи                   | 0,00%   |
| сърби                   | 0,61%   |
| бошняци                 | 12,37%  |
| други                   | 0,66%   |